# Darrow Hooper
Darrow Hooper   (Fort Worth, 30 de gener de 1932 - Dallas, 19 d'agost de 2018) va ser un atleta estatunidenc, especialista en el llançament de pes, que va competir durant la dècada de 1950.
El 1949 es va graduar al North Side High School. Va estudiar a la Universitat Texas A&M i va guanyar el títol de llançament de pes de la NCAA de 1951.
El 1952 va prendre part en els Jocs Olímpics d'Estiu de Hèlsinki, on va guanyar la medalla de plata en la prova del llançament de pes del programa d'atletisme. Tan sols dos centímetres el van privar de la medalla d'or, guanyada pel seu compatriota Parry O'Brien.

## Millors marques
- Llançament de pes. 16,81 metres (1952)
- Llançament de disc. 51,81 metres (1952)[2]